# 김일희
김일희(1977년 1월 1일 ~ )는 대한민국의 희극 배우이다.
2003년 12월 24일, 서울 등촌동 공개홀에서 열린 SBS 개그 콘테스트에서 박상철 , 윤성한 등과 함께 한낮의 TV연예를 선보이며 동상을 차지한 뒤 SBS 공채 7기로 개그계에 입문한다

## 출연작

### 방송
- 개그야 (MBC)
- 개그공화국 (MBN)
- 웃찾사 (SBS)
  - 황당 그것이 알고싶다
  - 극과 극
  - LTE 뉴스 (최애 코너)
- 팟캐스트
- 썰빵 (황현희,김대범,김일희)
- 이동엽,김일희의 편들어 드립니다
- 그새끼작곡 그년작사 (김세아,육각수,김일희)
- 새가날아든다